# Municipio de West St. Clair
El municipio de West St. Clair (en inglés, West St. Clair Township) es un municipio del condado de Bedford, Pensilvania, Estados Unidos. Tiene una población estimada, a mediados de 2023, de 1646 habitantes.

## Geografía
Está ubicado en las coordenadas 40°10′44″N 78°38′12″O / 40.17889, -78.63667 (40.17894, -78.636695).

## Demografía
Según la estimación 2019-2023 de la Oficina del Censo, los ingresos medios de los hogares son de $56,369 y los ingresos medios de las familias son de $61,875. Alrededor del 14.9% de la población está por debajo de la línea de pobreza.